# Уильямсон, Майк
Майкл Джеймс «Майк» Уильямсон (англ. Michael James "Mike" Williamson; род. 8 ноября 1983, Сток-он-Трент, Англия) — английский футболист, защитник; тренер.

## Карьера
Уильямсон начал свою профессиональную карьеру в клубе «Торки Юнайтед». В ноябре 2001 года был куплен клубом «Саутгемптон» за сумму примерно в 100 тыс. фунтов стерлингов. Тем не менее Уильямсон не смог попасть в основу «Саутгемптона». В сентябре 2003 года был отдан в аренду обратно в «Торки Юнайтед», где Уильямсон играл два месяца. Вскоре на правах арендного игрока перешёл в клуб «Донкастер Роверс», за который не отметился ни одним появлением на поле.
В июле 2004 года тренер клуба «Уиком Уондерерс» Тони Адамс взял Уильямсона в аренду на целый сезон. После окончания срока аренды Уильямсон заключил постоянный контракт с клубом и, взяв себе футболку с номером 6, остался в команде до 2009 года, за которую сыграл в общей сложности 144 матча и забил 11 мячей.
26 января 2009 года Уильямсон заключил контракт с клубом «Уотфорд» за неназванную сумму сроком на три с половиной года. Однако уже 27 августа Майк обратился к руководству клуба с просьбой выставить его на трансфер. Это случилось накануне субботнего выездного матча с «Суонси». Уильямсон не поехал на него объявив, что не готов к игре, несмотря на то, что никаких травм и медицинских противопоказаний у него не было.
1 сентября 2009 года «Уотфорд» принял предложение клуба «Портсмут» о продаже Уильямсона за 2 млн фунтов стерлингов с возможностью увеличения данной суммы до 3 млн фунтов. Уильямсон так и не появился на поле в составе «Портсмута», так как клуб столкнулся с финансовыми проблемами, и в случае, если бы Уильямсон стал появляться на поле, то клубу, по условиям контракта с «Уотфордом», пришлось бы делать дополнительные отчисления за него.
27 января 2010 года английский клуб «Ньюкасл Юнайтед» закрыл сделку по приобретению Уильямсона. Сумма сделки при этом не была раскрыта. Дебютный матч Уильямсона в составе команды состоялся в 27 января 2010 года против клуба «Кристал Пэлас» на домашнем стадионе «Сент-Джеймс Парк». Матч закончился победой «Ньюкасла» и Уильямсон провёл на поле все 90 минут игры, став по его итогам игроком матча.
11 июня 2019 года Уильямсон был назначен главным тренером «Гейтсхеда», за который он играл в сезоне 2018/19.

## Достижения
- Чемпион Футбольный лиги: 2009/10